# Pupe Weber
Pupe Weber, nekadašnji je igrač Hajduka iz 1930-ih. Imao je svega jedan službeni nastup i to u posljednjoj utakmici posljednje sezone Splitskog podsaveza koju je Hajduk igrao 10. lipnja 1936. godine protiv AŠK-a i pobijedio s 4:0. Od četiri postignuta zgoditka tri je dao Pupe Weber, a četvrti Ante Bakotić. 
Odigrao je još samo tri prijateljske utakmice na kojima nije postigao nijedan gol.
Statistika u Hajduku
| Natjecanje        | Nastupi | Zgoditci |
| ----------------- | ------- | -------- |
| Prvenstvo         | 0       | 0        |
| Kup               | 0       | 0        |
| Superkup          | 0       | 0        |
| Međunarodne       | 0       | 0        |
| Splitski podsavez | 1       | 3        |
| Ukupno            | 1       | 3        |
| Prijateljske      | 3       | 0        |
| Sveukupno         | 4       | 3        |